# Jakob Acker der Ältere
Jakob Acker (der Ältere) ist ein deutscher Glasmaler, der am Übergang vom 14. zum 15. Jahrhundert in Ulm nachweisbar ist. Er gilt als Begründer der verzweigten Künstlerfamilie und Glaswerkstatt Acker, die in der Ulmer Kunst mehrere Vertreter kennt. Die genauen biographischen Daten sind bislang unklar.

## Stilistische Einordnung

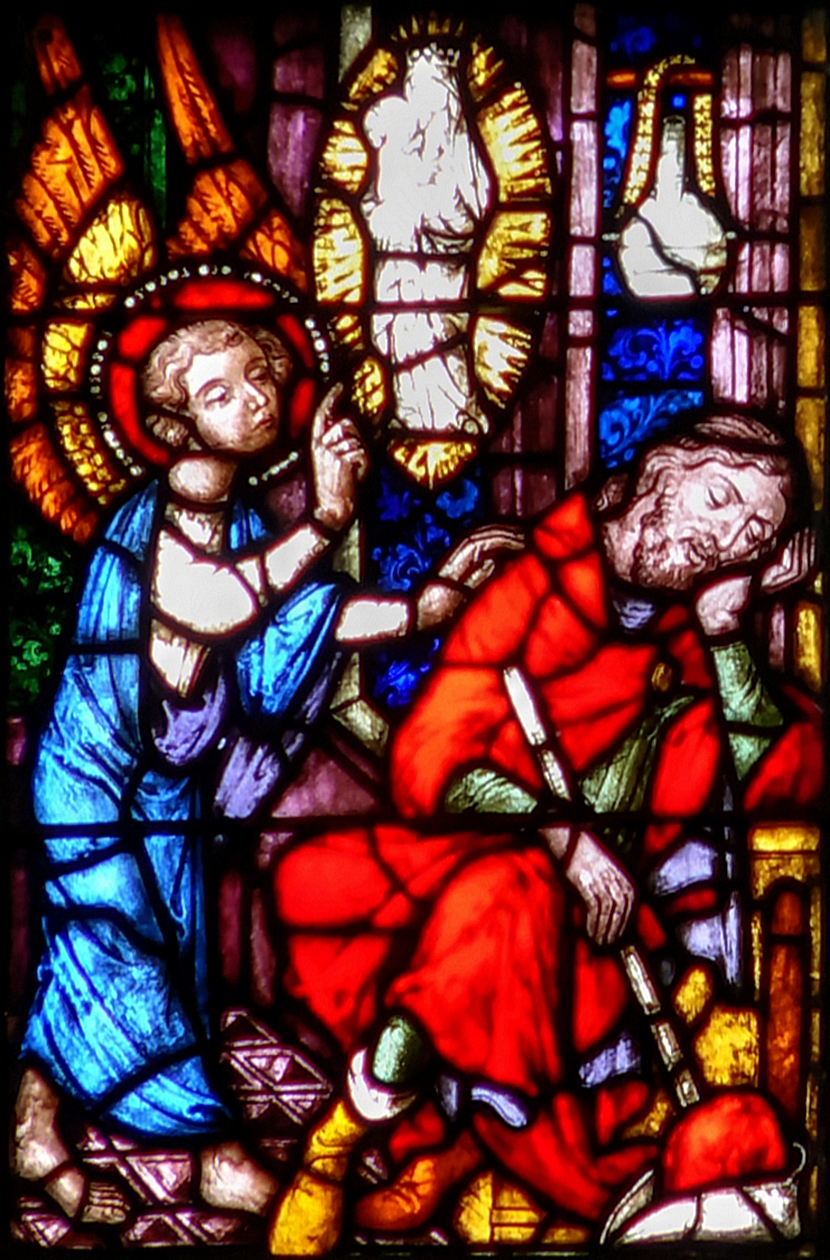
Detail aus dem Anna-Marien-Fenster im Ulmer Münster: „Josephs Traum“

Jakob Acker gestaltet lebensnahe, porträthafte Gestalten im sogenannten Parlerstil. Für ihn ist der damals neu aufkommende Realismus bezeichnend. Sein Stil wendet sich vom sogenannten Weichen Stil, der sich am Schönheitsideal der höfischen Welt des 15. Jahrhunderts orientiert, zum Realismus der Spätgotik. Seine Malweise nimmt italienische Anregungen der damaligen Zeit auf und zeugt von einem erstaunlichen Gefühl für sachgerechte Perspektive.
Zugleich ist Jakob Acker einer der frühesten Vertreter der Ulmer Schule.

## Werke
- Anna-Marien-Fenster im Chor des Ulmer Münsters, um 1385 entstanden (gilt als ältestes Fenster in dieser Kirche).
- Fenster der beiden Johannes, ebenfalls im Chor des Ulmer Münsters, nach 1385 entstanden (gilt dort als zweitältestes Fenster).
- Medaillonfenster, ebenfalls dort im Chor, wohl um 1404 bis 1408 entstanden.
- Marien-Freuden-Fenster, ebenfalls dort im Chor, wird zwischen 1400 und 1410 datiert.

Quelle: 
- Zwei weitere Fenster im Ulmer Münster aus der Acker-Werkstatt, die heute noch in Resten erhalten sind, wurden 1480 durch Fenster der Werkstatt des Peter Hemmel von Andlau ersetzt. Bei den neueren Fenstern handelt es sich um das Kramerfenster und das Ratsfenster.[2]

## Weitere Bilder

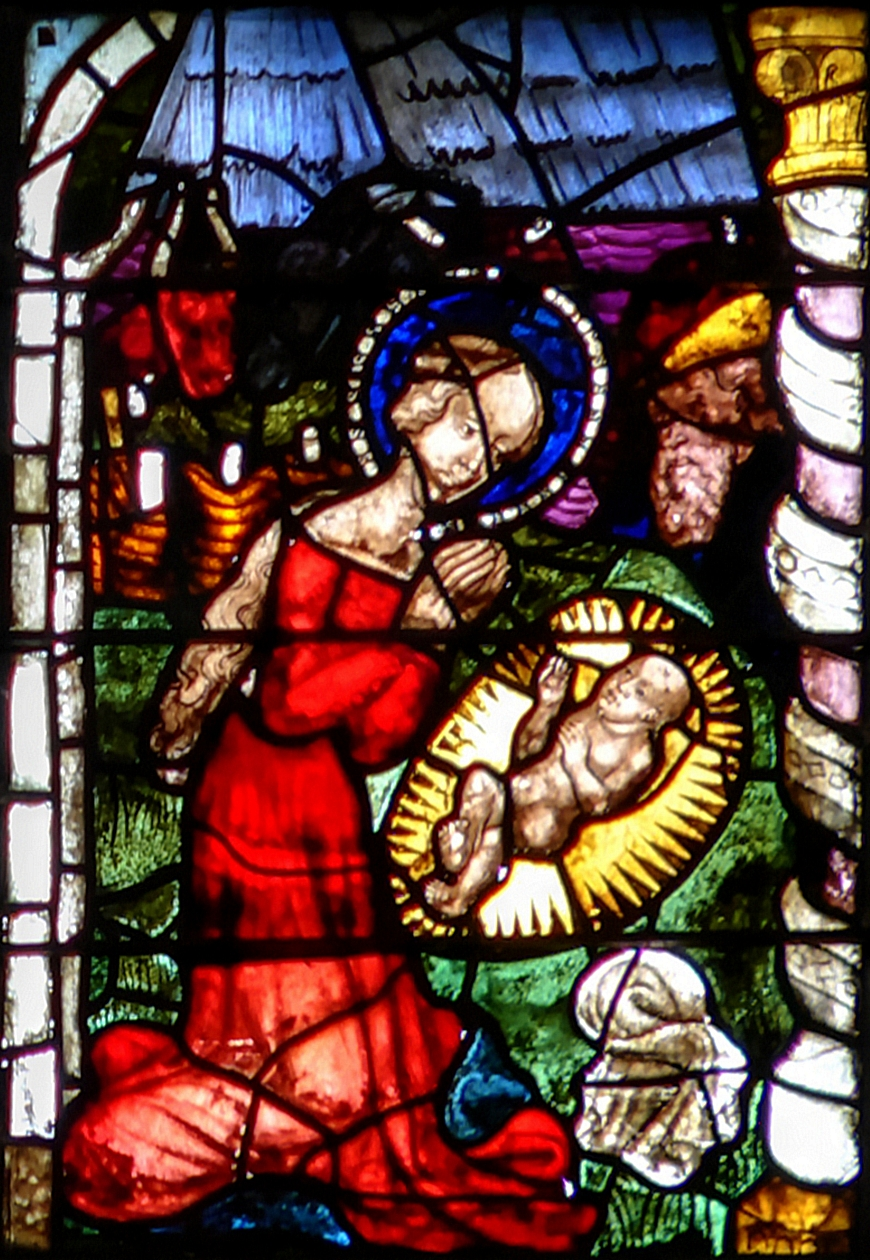
Detail aus dem Anna-Marien-Fenster im Ulmer Münster: „Geburt Jesu“
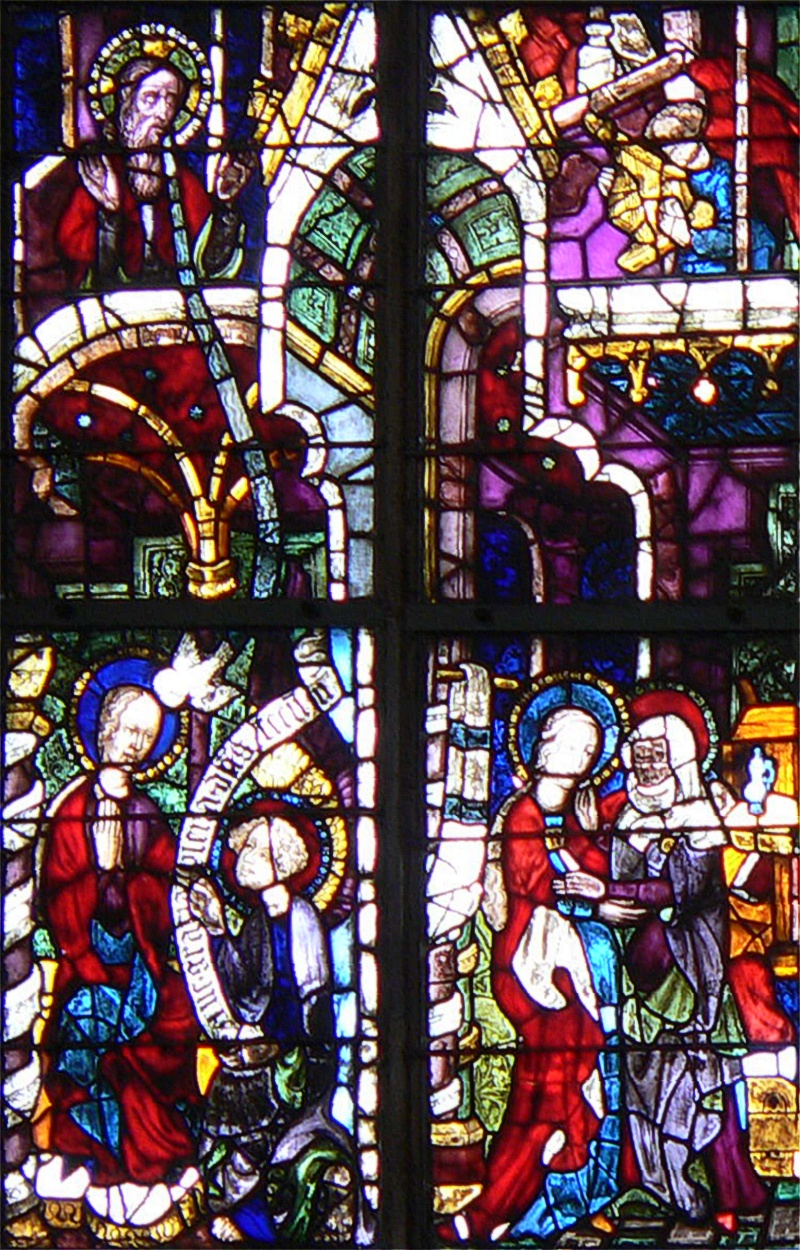
Detail aus dem Anna-Marien-Fenster im Ulmer Münster
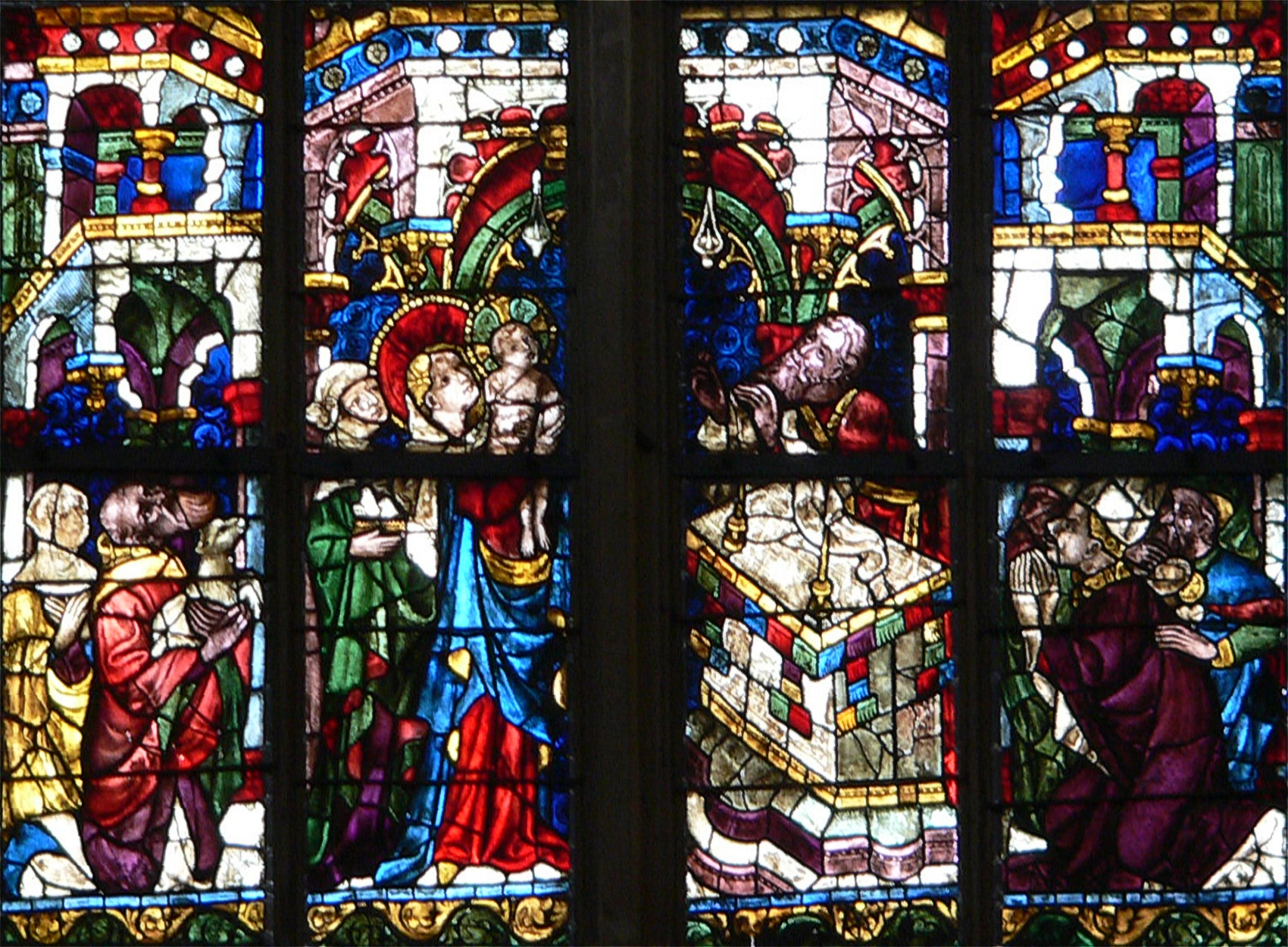
Detail aus dem Fester Fünf Freuden Mariens im Ulmer Münster